# Ozawaina
Ozawaina es un género de foraminífero bentónico de estatus incierto, aunque considerado perteneciente a la subfamilia Fusulinellinae, de la familia Fusulinidae, de la superfamilia Fusulinoidea, del suborden Fusulinina y del orden Fusulinida. Su especie tipo es Nummulina antiquior. Su rango cronoestratigráfico abarca el Pérmico.

## Discusión
Clasificaciones más recientes incluirían Ozawaina en la subclase Fusulinana de la clase Fusulinata. Ozawaina fue propuesto como un subgénero de Fusulinella, es decir, Fusulinella (Ozawaina).

## Clasificación
Ozawaina incluye a la siguiente especie:
- Ozawaina antiquior †